# Protection d’accès réseau
La protection d'accès réseau (NAP pour Network Access Protection en anglais) est une technique de Microsoft en partenariat avec Cisco pour contrôler l'accès au réseau d'un ordinateur en se basant sur la santé de son système. 
Elle est utilisée sur les systèmes d'exploitation Windows Vista et Windows Server 2008. Elle est incluse dans le Service Pack 3 (SP3) pour Windows XP, disponible depuis début mai 2008. Cependant le NAP est déconseillé dans Windows Server 2012 R2 et l’interaction avec le serveur DHCP est même abandonnée dans Windows Server 2016 .

## Description
La santé d'un système est basée sur une politique d'accès serveur (Health Policy Server ou HPS) fournissant des valeurs aux critères suivants qui peuvent être optionnels :
- un logiciel anti-virus mis à jour ;
- un pare-feu activé ;
- des routeurs capables de gérer la technique NAP ;
- existence de serveurs de réseaux privés virtuels (VPN) ;
- présence de serveurs mandataires (proxy).

Une autorité particulière est mise en place pour cette gestion sous l'appellation Health Registration Authority (HRA).
Les systèmes ne correspondant pas aux critères définis ne seront pas capables d'exploiter le réseau avec les systèmes dits sains; seul un accès restreint est alors autorisé.
NAP est présentée par Microsoft comme une fonction essentielle. L'éditeur espère la voir se généraliser et devenir incontournable. Il a signé des accords avec une quarantaine de partenaires comprenant des éditeurs spécialisés comme Trend Micro, des SSII comme Capgemini et les principaux fournisseurs d'équipements de réseau comme Enterasys, Extreme Networks, Juniper Networks ou Nortel Networks. 
L'approche de Microsoft est de ce point de vue très similaire de celle de Cisco Systems, dont la solution concurrente s'appelle NAC (Network Admission Control). Il a lui aussi signé des partenariats avec des tiers, exception faite évidemment des fournisseurs de réseau qui lui sont concurrents.